# Liste der Gebietsänderungen in der Provinz Namur
Die Liste der Gebietsänderungen in der Provinz Namur enthält wichtige Änderungen der Gemeindegebiete in der belgischen Provinz Namur in der Zeit vom 4. Oktober 1830 bis heute. Dazu zählen unter anderem Zusammenschlüsse und Trennungen von Gemeinden, Eingliederungen von Gemeinden in eine andere, Änderungen des Gemeindenamens und größere Umgliederungen von Teilen einer Gemeinde in eine andere. Kleinere Änderungen werden nicht berücksichtigt.

## Legende
- Datum: juristisches Wirkungsdatum der Gebietsänderung
- Gemeinde vor der Änderung: Gemeinde vor der Gebietsänderung
- Maßnahme: Art der Änderung
- Gemeinde nach der Änderung: Gemeinde nach der Gebietsänderung

Die Sortierung erfolgt chronologisch nach dem Datum und nach der aufnehmenden oder neu gebildeten Gemeinde. Heute noch bestehende Gemeinden sind farbig unterlegt. Die Gemeinden, die in die Provinz Namur wechselten, sind grün, diejenigen, die sie verließen, rot unterlegt.

## Gebietsänderungen
| Datum      | Gemeinde vor der Änderung | Maßnahme        | Gemeinde nach der Änderung |
| ---------- | --- | --------------- | -------------------------- |
| 01.01.1837 | Dhuy, Upigny | Neubildung      | Upigny                     |
| 01.01.1847 | Sugny, Gebietsteile | Umgliederung    | Donchery, Frankreich       |
| 01.01.1847 | Donchery, Frankreich, Gebietsteile | Umgliederung    | Sugny                      |
| 01.01.1859 | Sugny, Bagimont | Neubildung      | Bagimont                   |
| 01.01.1859 | Sugny, Pussemange | Neubildung      | Pussemange                 |
| 01.01.1871 | Fosse, Aisemont | Neubildung      | Aisemont                   |
| 01.01.1886 | Andenne, Coutisse | Neubildung      | Coutisse                   |
| 01.01.1887 | Auvelais, Arsimont | Neubildung      | Arsimont                   |
| 01.01.1898 | Hamois, Achet | Neubildung      | Achet                      |
| 01.01.1963 | Fosse | Namensänderung  | Fosses-la-Ville            |
| 01.01.1963 | Oignies | Namensänderung  | Oignies-en-Thiérache       |
| 01.01.1965 | Chairières Mouzaive | Eingliederung   | Alle                       |
| 01.01.1965 | Anseremme Bouvignes-sur-Meuse Dréhance | Eingliederung   | Dinant                     |
| 01.01.1965 | Ernage Grand-Manil Lonzée Sauvenière | Eingliederung   | Gembloers                  |
| 01.01.1965 | Bellefontaine Petit-Fays | Eingliederung   | Monceau-en-Ardenne         |
| 01.01.1965 | Baillamont Cornimont Gros-Fays | Eingliederung   | Oizy                       |
| 01.01.1965 | Bagimont Pussemange | Eingliederung   | Sugny                      |
| 01.01.1965 | Laforêt Membre | Eingliederung   | Vresse                     |
| 06.01.1965 | Haut-le-Wastia Warnant | Eingliederung   | Anhée                      |
| 29.01.1965 | Évrehailles Houx | Eingliederung   | Yvoir                      |
| 01.01.1977 | Boignée, Provinz Hainaut | Umgliederung    | Boignée                    |
| 01.01.1977 | Annevoie-Rouillon Bioul Denée Sosoye | Eingliederung   | Anhée                      |
| 01.01.1977 | Courrière Crupet Florée Maillen Sart-Bernard Sorinne-la-Longue | Eingliederung   | Assesse                    |
| 01.01.1977 | Arsimont Auvelais Falisolle Keumiée Moignelée Tamines Velaine | Zusammenschluss | Basse-Sambre               |
| 01.01.1977 | Daussois Senzeille Silenrieux Soumoy Villers-deux-Eglises | Eingliederung   | Cerfontaine                |
| 01.01.1977 | Achêne Braibant Chevetogne Conneux Leignon Pessoux Serinchamps Sovet | Eingliederung   | Ciney                      |
| 01.01.1977 | Aublain Boussu-en-Fagne Brûly Brûly-de-Pesche Cul-des-Sarts Dailly Frasnes Gonrieux Mariembourg Pesche Petigny Petite-Chapelle Presgaux                                                                               | Eingliederung   | Couvin                     |
| 01.01.1977 | Falmagne Falmignoul Foy-Notre-Dame Furfooz Lisogne Sorinnes Thynes | Eingliederung   | Dinant                     |
| 01.01.1977 | Gimnée Gochenée Matagne-la-Grande Matagne-la-Petite Niverlée Romerée Soulme Vaucelles Vodelée | Eingliederung   | Doische                    |
| 01.01.1977 | Bierwart Cortil-Wodon Forville Franc-Waret Hemptinne [Fernelmont] Hingeon Marchovelette Noville-les-Bois Pontillas Tillier                                                                                            | Eingliederung   | Fernelmont                 |
| 01.01.1977 | Floriffoux Franière Soye | Eingliederung   | Floreffe                   |
| 01.01.1977 | Corenne Flavion Hanzinelle Hanzinne Hemptinne [Florennes] Morialmé Morville Rosée Saint-Aubin Thy-le-Bauduin | Eingliederung   | Florennes                  |
| 01.01.1977 | Le Roux Sart-Eustache Sart-Saint-Laurent Vitrival | Eingliederung   | Fosses-la-Ville            |
| 01.01.1977 | Bourseigne-Neuve Bourseigne-Vieille Houdremont Louette-Saint-Denis Louette-Saint-Pierre Malvoisin Patignies Rienne Sart-Custinne Vencimont Willerzie                                                                  | Eingliederung   | Gedinne                    |
| 01.01.1977 | Beuzet Bossière Bothey Corroy-le-Château Gembloers Grand-Leez Isnes Mazy | Zusammenschluss | Gembloux-sur-Orneau        |
| 01.01.1977 | Faulx-les-Tombes Haltinne Mozet Sorée | Eingliederung   | Gesves                     |
| 01.01.1977 | Agimont Blaimont Hastière-Lavaux Hastière-par-delà Heer Hermeton-sur-Meuse Waulsort | Zusammenschluss | Hastière                   |
| 01.01.1977 | Barvaux-Condroz Flostoy Jeneffe Maffe Méan Miécret Porcheresse Verlée | Eingliederung   | Havelange                  |
| 01.01.1977 | Celles Ciergnon Custinne Finnevaux Hour Hulsonniaux Mesnil-Église Mesnil-Saint-Blaise Wanlin | Eingliederung   | Houyet                     |
| 01.01.1977 | Balâtre Ham-sur-Sambre Jemeppe Mornimont Moustier-sur-Sambre Onoz Saint-Martin Spy | Zusammenschluss | Jemeppe-sur-Sambre         |
| 01.01.1977 | Bovesse Émines Meux Rhisnes Saint-Denis Villers-lez-Heest Warisoulx | Zusammenschluss | La Bruyère                 |
| 01.01.1977 | Biesme Biesmerée Ermeton-sur-Biert Furnaux Graux Oret Saint-Gérard Stave | Eingliederung   | Mettet                     |
| 01.01.1977 | Beez Belgrade Boninne Bouge Champion Cognelée Daussoulx Dave Erpent Flawinne Gelbressée Jambes Lives-sur-Meuse Loyers Malonne Marche-les-Dames Naninne Saint-Marc Saint-Servais Suarlée Temploux Vedrin Wépion Wierde | Eingliederung   | Namur                      |
| 01.01.1977 | Evelette Goesnes Haillot Jallet Perwez | Eingliederung   | Ohey                       |
| 01.01.1977 | Anthée Falaen Gerin Serville Sommière Weillen | Eingliederung   | Onhaye                     |
| 01.01.1977 | Fagnolle Franchimont Jamagne Jamiolle Merlemont Neuville Omezée Roly Romedenne Samart Sart-en-Fagne Sautour Surice Villers-en-Fagne Villers-le-Gambon Vodecée                                                         | Eingliederung   | Philippeville              |
| 01.01.1977 | Arbre Bois-de-Villers Lesve Lustin Rivière | Eingliederung   | Profondeville              |
| 01.01.1977 | Ave-et-Auffe Buissonville Éprave Han-sur-Lesse Jemelle Lavaux-Sainte-Anne Lessive Mont-Gauthier Villers-sur-Lesse Wavreille                                                                                           | Eingliederung   | Rochefort                  |
| 01.01.1977 | Boignée Ligny Tongrinne | Eingliederung   | Sombreffe                  |
| 01.01.1977 | Baillonville Bonsin Heure Hogne Nettinne Noiseux Sinsin Waillet | Eingliederung   | Somme-Leuze                |
| 01.01.1977 | Dourbes Le Mesnil Mazée Nismes Oignies-en-Thiérache Olloy-sur-Viroin Treignes Vierves-sur-Viroin | Zusammenschluss | Viroinval                  |
| 01.01.1977 | Berzée Castillon Chastrès Clermont Fontenelle Fraire Gourdinne Laneffe Pry Rognée Somzée Tarcienne Thy-le-Château Vogenée Yves-Gomezée                                                                                | Eingliederung   | Walcourt                   |
| 01.01.1977 | Dorinne Durnal Godinne Purnode Spontin | Eingliederung   | Yvoir                      |
| 29.01.1977 | Achet Emptinne Mohiville Natoye Schaltin Scy | Eingliederung   | Hamois                     |
| 31.01.1977 | Noville-sur-Méhaigne, Provinz Brabant | Umgliederung    | Noville-sur-Méhaigne       |
| 31.01.1977 | Baronville Dion Felenne Feschaux Focant Froidfontaine Honnay Javingue Martouzin-Neuville Pondrôme Vonêche Wancennes Wiesme Winenne                                                                                    | Eingliederung   | Beauraing                  |
| 31.01.1977 | Aische-en-Refail Bolinne Boneffe Branchon Dhuy Hanret Leuze Liernu Longchamps Méhaigne Noville-sur-Méhaigne Saint-Germain Taviers Upigny Waret-la-Chaussée                                                            | Eingliederung   | Éghezée                    |
| 01.02.1977 | Alle Bohan Nafraiture Orchimont Sugny Vresse | Zusammenschluss | Vresse-sur-Semois          |
| 10.02.1977 | Bonneville Coutisse Landenne Maizeret Namêche Sclayn Seilles Thon Vezin | Eingliederung   | Andenne                    |
| 28.02.1977 | Graide Monceau-en-Ardenne Naomé Oizy | Eingliederung   | Bièvre                     |
| 04.07.1978 | Basse-Sambre | Namensänderung  | Sambreville                |
| 01.01.1980 | Gembloux-sur-Orneau | Namensänderung  | Gembloux                   |